# Pavel Polian
Pour les articles homonymes, voir Polian.
Pavel Polian (en russe : Па́вел Ма́ркович Поля́н) est un géographe et historien russe, également écrivain et littérateur, né le 31 août 1952, écrivain et littérateur. Il a publié la plupart de ses œuvres littéraires sous le pseudonyme de Pavel Nerler du nom de la rivière russe : la Nerl.

## Géographe et historien
En 1974, il termina ses études à la faculté de géographie de l'université d'État de Moscou (MGU), ainsi que sa thèse à la faculté de géographie de l'Académie des sciences de Russie (РАН), dont il est devenu un collaborateur. Il eut comme professeur Georges Lappo, géographe-urbaniste. C'est en 1998 qu'il présenta sa thèse de doctorat en géographie sur le sujet : « la géographie des migrations sous la contrainte en URSS ».
Il a travaillé également à Cologne au Centre de documentation sur le nazisme, et aussi à l'Université d'État de Stavropol dans le Nord-Caucase.
De 1970 à 1980, il réalisa des études sur les nouveaux centres urbains, les transports urbains et la démographie des villes. Au milieu des années 1980, il étudia l'histoire et la géographie sous l'angle des migrations forcées de populations. En 1991-1993, il fit des stages en Allemagne où il put rassembler de la documentation sur le sort des "Ostarbeiter" (travailleurs forcés d'Europe centrale en Allemagne pendant la Seconde Guerre mondiale).
Il est auteur ou coauteur de plus de 200 publications.

## Activité littéraire et travaux sur l'œuvre d'Ossip Mandelstam
Dans les années 1970, Pavel Polian publia sous le pseudonyme de Pavel Nerler. Il était proche du groupe littéraire «l'époque de Moscou» («Московское время») et des études littéraires de l'université de Moscou (MGU) «le Rayon» («Луч»). Il fut président de la société d'étude de l'œuvre de Ossip Mandelstam auprès de l'Université d'État des sciences humaines de Russie (РГГУ), Il fut l'un des fondateurs de l'encyclopédie sur les œuvres d'Ossip Mandelstam, auteur d'une biographie des travaux de ce dernier et de deux recueils de ses propres poèmes (un des deux est paru sous le titre « Jardin botanique » en 1998).
Polian a également fait publier et a commenté le manuscrit retrouvé dans les cendres d'Auschwitz, sous forme de livre (Zalman Gradovsky : Au cœur de l'enfer, Gamma Press, 2010 et 2011), le journal intime d'un enfant du Ghetto de Kovno (Kaunas) dont le texte a été retrouvé à Auschwitz, ou la Shoah par le prisme du regard d'un enfant,.
Il est l'auteur de nombreuses publications sur les souvenirs de prisonniers de guerre juifs durant la période des camps de concentration. Il a publié aussi des articles à propos de la vie des juifs-immigrants en Allemagne, en Israël et aux États-Unis.

## Livres

### Traductions
- (fr) : La violence contre les prisonniers de guerre soviétiques dans le IIIe Reich et en URSS », in S. Audoin-Rouzeau et A. Becker et al., p. 117-131
- (en) : (en) Pavel Polian, Against Their Will : The History and Geography of Forced Migrations in the USSR, Central European University Press, 2004, 2004, 425 p. (ISBN 978-963-9241-68-8, lire en ligne) (Contre leur gré).

### Monographies
- Кибальчич О. А., Полян П. М. Проблемы современной урбанизации. Академия наук СССР, Московский филиал Географического общества СССР, 1985. (Problèmes actuels d'urbanisme en URSS).
- Полян П. М.|Семёнов-Тян-Шанский, Вениамин Петрович (1870—1942), Наука (издательство)|1989| (Littérature scientifique )  (ISBN 5-02-002612-3)|

- P M Polian Полян П. М. :Жертвы двух диктатур: Советские военнопленные и остарбайтеры в Третьем рейхе и их репатриация|издательство=ВАШ ВЫБОР ЦИРЗ, 1996| (ISBN 5-89002-008-0) переиздана в 2002 году под названием «Жертвы двух диктатур: Жизнь, труд, унижение и смерть совет. военнопленных и остарбайтеров на чужбине и на родине» в увеличенном до 894 стр. объёме,  (ISBN 5-8243-0130-1).(Prisonniers de guerre soviétiques et ostarbeider durant le Troisième Reich)
- P M Polian Полян П. М : Обречённые погибнуть|ответственный=сост. П. Полян, et Aron Chneer Шнеер, Арон Ильич|2006| (ISBN 5983790692).(avec Aron Shneer)
- P M Polian Полян П. М.|заглавие=Между Аушвицем и Бабий Яр. Размышления и исследования о Катастрофе|РОССПЭН|2010| (ISBN 978-5-8243-1504-2).(Recherches et réflexions sur la Shoah)
- Свитки из пепла. Еврейская «Зондеркоманда концентрационного лагеря Освенцим» в Аушвице-Биркенау и её летописцы. М. — Ростов-на-Дону: Феникс, 2013.  (ISBN 978-5-222-22090-0) (Sonderkommando du camp de concentration d'Auschwitz-Birkenau).

### Rédaction et commentaires
- Бенедикт Лившиц. Полутораглазый стрелец: Стихотворения, переводы, воспоминания / Вступит. статья А. А. Урбана; составление Е. К. Лившиц и П. М. Нерлера; подготовка текста П. М. Нерлера и А. Е. Парниса; примечания П. М. Нерлера, А. Е. Парниса и Е. Ф. Ковтуна. Л.: Сов. писатель, 1989. — 720 с. Ил. 8 л.  (ISBN 5-265-00229-4) (poésie)
- О. Э. Мандельштам. Избранное. Составление и комментарии — П. М. Нерлер. М.: Интерпринт, 1991. (Sur Ossip Mandelstam
- О. Э. Мандельштам. Собрание сочинений в четырёх томах: Стихи и проза 1930—1937. Т. 3. Составители П. Нерлер и А. Никитаев. М.: Арт-Бизнес-Центр, 1994. (prose et poésie)
- Мандельштам в Воронеже: воспоминания. Сост. П. М. Нерлер. Мандельштамовское общество. М., 1992. (Sur Mandelstam)
- Залман Градовский. В сердцевине ада. Записки, найденные в пепле возле печей Освенцима. Составление, комментарии и развёрнутое приложение Павла Поляна. М.: Гамма-Пресс, 2010 и 2011. (Au milieu de l'enfer : journal d'un enfant dans le ghetto de Kaunas)

- Д. Т. Чиров. Средь без вести пропавших: воспоминания советского военнопленного о Шталаге XVII «Б» Кремс-Гнайксендорф, 1941—1945 гг. Составление и комментарии П. М. Поляна. М.: РОССПЭН, 2010. (souvenirs de prisonniers de guerre du Stalag XVII-B)
- Записки из Каунасского гетто: катастрофа сквозь призму детских дневников. Составители В. Лазерсон и П. Полян. М.: Время, 2011. (Ghetto de Kaunas)

### Poésie
- Павел Нерлер. Ботанический сад. Книга стихов. М.: Арт-Бизнес-Центр, 1998. (Jardin botanique)
- Павел Нерлер. Високосные круги: Стихи 1970—2012 гг. М.: Водолей, 2013.